# Alberto Ricardo Lorenzelli Rossi
Alberto Ricardo Lorenzelli Rossi (Isidro Casanova, 2 settembre 1953) è un vescovo cattolico argentino con cittadinanza italiana.

## Biografia
Nacque il 2 settembre 1953 a Isidro Casanova, nella provincia di Buenos Aires, da genitori italiani emigrati in Argentina. Tornato in Italia con la famiglia all'inizio degli anni Settanta, l'8 settembre 1972 entrò come novizio nella comunità salesiana di Pinerolo, presso la quale fece anche professione perpetua il 15 settembre 1977 dopo aver studiato filosofia e teologia presso il seminario maggiore di Fassolo.
Dopo essersi laureato in teologia presso la pontificia università urbaniana e aver poi ottenuto un dottorato in scienze psicologiche presso l'Università Pontificia Salesiana, fu ordinato sacerdote il 24 gennaio 1981 a Genova dal vescovo Rosalio José Castillo Lara. Ricoprì poi diversi ruoli nella sua congregazione: dal 1997 al 2002 fu direttore della comunità salesiana di Sampierdarena; dal 2002 al 2008 superiore provinciale per Liguria e Toscana, ricoprendo inoltre nel 2005 la carica di presidente della federazione italiana degli istituti di vita consacrata maschili; dal 2008 al 2012 ispettore per la provincia salesiana dell'Italia centrale; e dal 2012 al 2018 superiore provinciale per il Cile, per poi divenire direttore della comunità salesiana vaticana e cappellano della Direzione dei Servizi di Sicurezza e Protezione Civile della Città del Vaticano.
Nel 2013, quando era a capo dei salesiani in Cile, si impegnò a cooperare con le autorità civili quando il suo confratello Audín Araya Alarcón fu accusato di violenza sessuale.
Il 22 maggio 2019 papa Francesco lo nomina vescovo titolare di Sesta e vescovo ausiliare dell'arcidiocesi di Santiago del Cile insieme a Carlos Eugenio Irarrázaval Errázuriz, in seguito dimessosi dopo alcune affermazioni giudicate inappropriate dall'opinione pubblica. I due furono i primi vescovi nominati in Cile dopo che l'intera conferenza episcopale cilena aveva offerto al pontefice le proprie dimissioni a seguito di uno scandalo dovuto alla scoperta del sistematico insabbiamento degli abusi sessuali commessi dal clero locale. Ricevette la consacrazione episcopale dalle mani del papa stesso nella basilica di San Pietro in Vaticano il 22 giugno dello stesso anno, co-consacranti il cardinale Tarcisio Bertone e il vescovo Celestino Aós Braco.

## Genealogia episcopale
La genealogia episcopale è:
- Cardinale Scipione Rebiba
- Cardinale Giulio Antonio Santori
- Cardinale Girolamo Bernerio, O.P.
- Arcivescovo Galeazzo Sanvitale
- Cardinale Ludovico Ludovisi
- Cardinale Luigi Caetani
- Cardinale Ulderico Carpegna
- Cardinale Paluzzo Paluzzi Altieri degli Albertoni
- Papa Benedetto XIII
- Papa Benedetto XIV
- Papa Clemente XIII
- Cardinale Bernardino Giraud
- Cardinale Alessandro Mattei
- Cardinale Pietro Francesco Galleffi
- Cardinale Giacomo Filippo Fransoni
- Cardinale Carlo Sacconi
- Cardinale Edward Henry Howard
- Cardinale Mariano Rampolla del Tindaro
- Cardinale Antonio Vico
- Arcivescovo Filippo Cortesi
- Arcivescovo Zenobio Lorenzo Guilland
- Vescovo Anunciado Serafini
- Cardinale Antonio Quarracino
- Papa Francesco
- Vescovo Alberto Lorenzelli Rossi